# Rain on Your Parade (Duffy)
Rain On Your Parade is een single van het album Rockferry van de Britse zangeres Duffy. Het is de eerste single van de Deluxe Editie van het album en werd op 17 november 2008 uitgebracht in het Verenigd Koninkrijk.
Het nummer ontving over het algemeen positieve recensies, vooral voor het unieke James Bondgevoel.
- Het lied wordt ook gedraaid in de Amerikaanse film Bride Wars.

## Hitlijsten
- In Nederland behaalde het lied de 31e plaats in de Top 40.
- In Vlaanderen behaalde het lied de 27e plaats in de Ultratop 50.